# Burgruine Lichtenstein (Neidlingen)
Die Burgruine Lichtenstein wird in Büchern und Karten fälschlicherweise als eine abgegangene Burg bezeichnet. Wall und Graben der Höhenburg auf dem Butzenberg bei der Gemeinde Neidlingen sind aber Befestigungsanlagen aus der mittleren Bronzezeit (um 1200 v. Chr.) mit Trockenmauern aus der Neuzeit.
Fundstücke, die für eine dauerhafte Besiedlung des Butzenbergs im Mittelalter sprechen würden (Ofenkacheln, Dachplatten, Mörtel), wurden nicht gefunden. Die dortigen, trocken aufgebauten Mauern und Terrassen wurden vom Verein Lichtenstein um den Kirchheimer Apotheker Albert Hölzle ab 1913 angelegt.
Eine Burg Lichtenstein ist erstmals bei Riecker 1833 (Pfandcommisär Riecker: Beiträge zur Geschichte der Stadt Kirchheim (1833) S. 73f.) erwähnt und ist auf eine Fehlinterpretation von Flurnamen in Verbindung mit einem Ritter von Lichtenberg zurückzuführen.